# آگوستین گالی
آگوستین گالی (انگلیسی: Agustín Galli؛ زادهٔ ۱۷ نوامبر ۲۰۰۴) بازیکن فوتبال است.